# Kenneth Bulmer
Kenneth Bulmer, Ken Bulmer, H. Kenneth Bulmer, H. Ken Bulmer, H. K. Bulmer eller Henry K. Bulmer (fullständigt namn Henry Kenneth Bulmer), född den 14 januari 1921 i London, England, död den 16 december 2005 i Tunbridge Wells, England, var en brittisk författare som främst skrev science fiction, men även krigsromaner, sjöberättelser och åtminstone en western. Sammanlagt skrev han mer än 160 böcker, dels under eget namn i olika varianter men även under pseudonymerna Alan Burt Akers, Ken Blake (inte science fiction), Frank Brandon, Rupert Clinton, Ernest Corley (inte science fiction), Arthur Frazier (inte science fiction), Peter Green, Adam Hardy (för Fox-serien som utspelades till sjöss), Kenneth Johns (tillsammans med John Newman) Philip Kent, Bruno Krauss (för Seawolf-serien om en ubåtskapten), Neil Langholm (för en serie om vikingar), Karl Maras, Manning Norvil, Charles R Pike (westernböcker tillsammans med Angus Wells och Terry Harknett), Dray Prescot, Andrew Quiller (tillsammans med Angus Wells och Laurence James), Nelson Sherwood, Richard Silver (för Captain Shark-serien om pirater), Staggerer, H. Philip Stratford, Philip Stratford, H. Phillip Stratford och Tully Zetford. Utöver dessa användes pseudonymer som Rupert Clinton och Nelson Sherwood när han skrev noveller.

## Biografi
Bulmer växte upp i London och fick i sitt äktenskap en son och två döttrar innan han skilde sig.
Bulmer är känd för sin serie om George Abercrombie Fox, född 1765, som fått sitt namn efter en onkel som hängts i Tyburn, Serien startar 1775 när den unge Fox hos den kungliga flottan ska släpa krut från förråd till kanoner. 1793 blir Fox löjtnant men sedan leder hans begär efter guld till katastrof och han ställs inför rätta men blir sedan del av en expedition till Egypten. Bulmer skrev böckerna under pseudonymen Adam Hardy och påståendet att Terry Harknett skulle varit medförfattare är felaktigt och beror på en felaktig angivelse av copyright. Seriens inledande böcker översattes till svenska och publicerades i serien Fregatt av B. Wahlströms Bokförlag.

### Som Adam Hardy

#### Fox
- 1 The Press Gang (1972) (Blodigt hav, 1974, Fregatt nr 1)
- 2 Prize Money (1973) (Kapat byte, 1974, Fregatt nr 2)
- 3 Siege(1973) även kallad Savage Siege (1973) (Under eld, 1974, Fregatt nr 3)
- 4 Treasure även kallad The Treasure Map (1973) (Skattjakten, 1974, Fregatt nr 4)
- 5 Powder Monkey även kallad Sailor's Blood (1974) (Elddopet, 1974, Fregatt nr 5)
- 6 Blood for Breakfast även kallad Sea of Gold (1974) (Dödens pris, 1975, Fregatt nr 6)
- 7 Court Martial (1974) (Krigsrätt, 1975, Fregatt nr 8)
- 8 Battle Smoke (1974) (Strandhugg, 1975, Fregatt nr 9)
- 9 Cut and Thrust (1974) (Blodiga segel, 1976, Fregatt nr 13)
- 10 Boarders Away (1975) (Prisjakten, 1976, Fregatt nr 16)
- 11 The Fireship (1975) (Flammande hav, 1976, Fregatt nr 17)
- 12 Blood Beach (1975)
- 13 Sea Flame (1976)
- 14 Close Quarters (1977)

### Som Charles R. Pike

#### Jubal Cade
- 11 Brand of Vengeance (1978)